# Championnat de France de hockey sur glace 1994-1995
Saison précédente Saison suivante
La saison 1994-1995 est la 74e saison du championnat de France de hockey sur glace du plus haut niveau du championnat qui porte le nom d'Élite.

## Élite

### Équipes engagées
Elles sont au nombre de 8 : 
- Gothiques d'Amiens
- Ducs d'Angers
- Albatros de Brest
- Huskies de Chamonix
- Brûleurs de loups de Grenoble
- Flammes Bleues de Reims
- Dragons de Rouen
- Jets de Viry-Essonne

Rouen est le champion en titre.

### Formule de la saison
| Amiens Angers Brest Chamonix Grenoble Reims Rouen Viry |

La saison s'articule en deux parties : saison régulière et série éliminatoire.
- Saison régulière :

Une seule et unique poule où toutes les équipes se rencontrent sur deux allers-retours.
- Séries éliminatoires :

Le 1er du classement rencontre le 8e, le 2e rencontre le 7e, le 3e rencontre le 6e et le 4e rencontre le 5e lors des quarts de finale.
Ces rencontres sont appelées "séries". Une série se joue au meilleur des 5 matchs (le premier club rendu à 3 victoires gagne la série), le club le mieux classé joue 3 matchs à domicile et par conséquent son adversaire n'en joue que 2 à domicile.

La finale et les matchs de classement se jouent en matchs aller-retour; en cas d'égalité de victoires, le vainqueur est désigné par la différence de buts.

### Résultats

#### Saison régulière
| Class. | Équipe                        | Pts | V  | N | D  | BP  | BC  | Diff |
| ------ | ----------------------------- | --- | -- | - | -- | --- | --- | ---- |
| 1      | Dragons de Rouen              | 46  | 22 | 2 | 4  | 159 | 66  | +93  |
| 2      | Albatros de Brest             | 36  | 16 | 4 | 8  | 147 | 82  | +65  |
| 3      | Huskies de Chamonix           | 33  | 15 | 3 | 10 | 106 | 107 | -1   |
| 4      | Brûleurs de loups de Grenoble | 33  | 15 | 3 | 10 | 89  | 90  | -1   |
| 5      | Flammes Bleues de Reims       | 29  | 12 | 5 | 11 | 104 | 92  | +12  |
| 6      | Gothiques d'Amiens            | 25  | 11 | 3 | 14 | 103 | 108 | -5   |
| 7      | Ducs d'Angers                 | 14  | 5  | 4 | 19 | 81  | 141 | -60  |
| 8      | Jets de Viry-Essonne          | 8   | 3  | 2 | 23 | 81  | 184 | -103 |

#### Séries éliminatoires
En cas de même nombre de victoires, les buts inscrits par chaque équipe sont marqués entre parenthèses.

Le score de 1-0 en cas de match aller-retour indique qu'une des deux rencontres s'est terminée par un match nul.
|  | Quarts de finale              | Quarts de finale        |                   |                     | Demi-finales           | Demi-finales |  |  | Finale                  | Finale |
|  | Quarts de finale              | Quarts de finale        |                   |                     | Demi-finales           | Demi-finales |  |  | Finale                  | Finale |
|  |                               |                         |                   |                     |                        |              |  |  |                         |        |
|  |                               |                         |                   |                     |                        |              |  |  |                         |        |
|  |                               |                         |                   |                     |                        |              |  |  |                         |        |
|  | Dragons de Rouen              | 3                       |                   |                     |                        |              |  |  |                         |        |
|  | Dragons de Rouen              | 3                       |                   |                     |                        |              |  |  |                         |        |
|  | Jets de Viry-Essonne          | 0                       |                   |                     |                        |              |  |  |                         |        |
|  | Jets de Viry-Essonne          | 0                       | Dragons de Rouen  | 3                   |                        |              |  |  |                         |        |
|  |                               |                         | Dragons de Rouen  | 3                   |                        |              |  |  |                         |        |
|  |                               | Flammes Bleues de Reims | 0                 |                     |                        |              |  |  |                         |        |
|  | Flammes Bleues de Reims       | Flammes Bleues de Reims | 0                 | 3                   |                        |              |  |  |                         |        |
|  | Flammes Bleues de Reims       |                         |                   | 3                   |                        |              |  |  |                         |        |
|  | Brûleurs de loups de Grenoble | 0                       |                   |                     |                        |              |  |  |                         |        |
|  | Brûleurs de loups de Grenoble | 0                       | Dragons de Rouen  | 1 (a.p.)            |                        |              |  |  |                         |        |
|  |                               |                         | Dragons de Rouen  | 1 (a.p.)            |                        |              |  |  |                         |        |
|  |                               | Albatros de Brest       | 0                 |                     |                        |              |  |  |                         |        |
|  | Albatros de Brest             | Albatros de Brest       | 0                 | 3                   |                        |              |  |  |                         |        |
|  | Albatros de Brest             |                         |                   | 3                   |                        |              |  |  |                         |        |
|  | Ducs d'Angers                 | 1                       |                   |                     |                        |              |  |  |                         |        |
|  | Ducs d'Angers                 | 1                       | Albatros de Brest | 3                   |                        |              |  |  |                         |        |
|  |                               |                         | Albatros de Brest | 3                   | Match pour la 3e place |              |  |  |                         |        |
|  |                               | Huskies de Chamonix     | 1                 |                     |                        |              |  |  |                         |        |
|  | Huskies de Chamonix           | Huskies de Chamonix     | 1                 | 3                   |                        |              |  |  |                         |        |
|  | Huskies de Chamonix           |                         |                   | 3                   |                        |              |  |  |                         |        |
|  | Gothiques d'Amiens            | 1                       |                   | Huskies de Chamonix | 1 (10)                 |              |  |  |                         |        |
|  | Gothiques d'Amiens            | 1                       |                   | Huskies de Chamonix | 1 (10)                 |              |  |  |                         |        |
|  |                               |                         |                   |                     |                        |              |  |  | Flammes Bleues de Reims | 1 (7)  |
|  |                               |                         |                   |                     |                        |              |  |  | Flammes Bleues de Reims | 1 (7)  |

- Classement 5 à 8 :

|  | Tour de classement            | Tour de classement |                      |        | 5e place | 5e place |
|  | Tour de classement            | Tour de classement |                      |        | 5e place | 5e place |
|  |                               |                    |                      |        |          |          |
|  |                               |                    |                      |        |          |          |
|  |                               |                    |                      |        |          |          |
|  | Jets de Viry-Essonne          | 1                  |                      |        |          |          |
|  | Jets de Viry-Essonne          | 1                  |                      |        |          |          |
|  | Brûleurs de loups de Grenoble | 0                  |                      |        |          |          |
|  | Brûleurs de loups de Grenoble | 0                  | Jets de Viry-Essonne | 1 (11) |          |          |
|  |                               |                    | Jets de Viry-Essonne | 1 (11) |          |          |
|  |                               | Gothiques d'Amiens | 1 (9)                |        |          |          |
|  | Gothiques d'Amiens            | Gothiques d'Amiens | 1 (9)                | 2      |          |          |
|  | Gothiques d'Amiens            |                    |                      | 2      |          |          |
|  | Ducs d'Angers                 | 0                  |                      |        |          |          |
|  | Ducs d'Angers                 | 0                  | 7e place             |        |          |          |
|  |                               |                    |                      |        |          |          |
|  |                               |                    |                      |        |          |          |
|  |                               |                    |                      |        |          |          |
|  | Brûleurs de loups de Grenoble | 1                  |                      |        |          |          |
|  | Brûleurs de loups de Grenoble | 1                  |                      |        |          |          |
|  | Ducs d'Angers                 | 0                  |                      |        |          |          |
|  | Ducs d'Angers                 | 0                  |                      |        |          |          |

### Bilan de la saison
Classement final : 
|     |                               |
| 1er | Dragons de Rouen              |
| 2e  | Albatros de Brest             |
| 3e  | Chamois de Chamonix           |
| 4e  | Flammes Bleues de Reims       |
| 5e  | Jets de Viry-Essonne          |
| 6e  | Gothiques d'Amiens            |
| 7e  | Brûleurs de loups de Grenoble |
| 8e  | Ducs d'Angers                 |

Rouen gagne la cinquième coupe Magnus de son histoire, la quatrième de rang. 

### Trophées remis aux joueurs
- Trophée Charles-Ramsay décerné à Guy Fournier (Rouen).
- Trophée Albert-Hassler décerné à Christian Pouget (Chamonix).
- Trophée Marcel-Claret décerné à Rouen.
- Trophée Raymond-Dewas décerné à Robert Ouellet (Angers).
- Trophée Jean-Pierre-Graff décerné à Maurice Rozenthal (Reims).
- Trophée Jean-Ferrand décerné à Antoine Mindjimba (Amiens).

## Division 3
La Division 3 a été remportée par l'équipe des Éléphants de Chambéry.